# Rhaphuma teres
Rhaphuma teres là một loài bọ cánh cứng trong họ Cerambycidae.